# A Show of Hands
Albums de Rush
Hold Your Fire
(1987) Presto
(1989)
Sorti en décembre 1988, A Show of Hands est le troisième album live de Rush.

## Liste des titres
| No  | Titre                            | Durée |
| --- | -------------------------------- | ----- |
| 1.  | Intro (Three Stooges theme song) | 0:53  |
| 2.  | The Big Money                    | 5:52  |
| 3.  | Subdivisions                     | 5:19  |
| 4.  | Marathon                         | 6:32  |
| 5.  | Turn The Page                    | 4:40  |
| 6.  | Manhattan Project                | 5:00  |
| 7.  | Mission                          | 5:44  |
| 8.  | Distant Early Warning            | 5:18  |
| 9.  | Mystic Rythms                    | 5:32  |
| 10. | Witch Hunt                       | 3:55  |
| 11. | The Rhythm Method                | 4:34  |
| 12. | Force Ten                        | 4:50  |
| 13. | Time Stand Still                 | 5:10  |
| 14. | Red Sector A                     | 5:12  |
| 15. | Closer To The Heart              | 4:53  |

## Contenu
Cet album live ne comporte que des titres dont les versions studio originales sont parues sur des albums du groupe durant les années 1980 à l'exception de Closer To The Heart. Les enregistrements live furent réalisés à Birmingham (Royaume-Uni), Nouvelle-Orleans, Phoenix et San Diego durant la tournée de 1988 Hold Your Fire, ainsi qu"à Meadowlands (New Jersey) durant la tournée Power Windows en 1986. Le titre d'introduction contient la chanson thème des Trois Stooges nommée "Three Blind Mice" en musique de fond. Le groupe utilisait ce jingle pour ouvrir la majorité de leurs concerts des années 1980.

## Enregistrement
La majorité des performances de cet album provenaient de la tournée Hold Your Fire de 1988, enregistrée dans les villes américaines de la Nouvelle-Orléans, Phoenix et San Diego, ainsi que Birmingham. "Mystic Rhythms" et "Witch Hunt" ont été enregistrés à East Rutherford, New Jersey, lors de la tournée Power Windows de 1986. Le morceau d'ouverture "Intro" présente le thème des Trois Stooges en arrière-plan; le groupe a utilisé cette musique pour ouvrir plusieurs de leurs concerts dans les années 1980.
À l'exception de "Closer to the Heart", la tracklist se concentre presque entièrement sur le matériel du groupe des années 1980, et est le seul album live de Rush à ne présenter aucune interprétation de chansons sorties avant 1977. Contrairement à All the World's a Stage et Exit...Stage Left, cet album ne contient aucune chanson qui a dû être omise pour la sortie d'un seul CD. Les deux premiers sont sortis avant l'introduction des disques compacts et étaient des doubles albums, tandis que cet album était initialement sorti sur CD, de sorte que les restrictions de temps étaient déjà prises en compte.

## Rush
- Geddy Lee : basse, synthétiseurs, chant
- Alex Lifeson : guitares électriques et acoustiques, synthétiseurs, chœurs
- Neil Peart : batterie, percussions